# ادیسه فضایی
مجموعهٔ ادیسهٔ فضایی (به انگلیسی: Space Odyssey) مجموعه‌ای از رمان‌های علمی-تخیلی به نویسندگی آرتور سی. کلارک است. دو فیلم بلند با اقتباس از دو رمان از این مجموعه، در سال‌های ۱۹۶۸ و ۱۹۸۴ منتشر شده‌است. دو داستان کوتاه کلارک نیز جزوی از این مجموعه به حساب می‌آیند.

## ادبیات
داستان‌های کوتاه:
- «نگهبان» – داستان کوتاه نگاشته شده در سال ۱۹۴۸ که نخستین بار در سال ۱۹۵۱ و تحت عنوان «نگهبان ابدی» منتشر شد.
- «رویارویی در سپیده‌دم» – داستان کوتاه منتشرشده در سال ۱۹۵۳

رمان‌ها:
- ۲۰۰۱: ادیسه فضایی – همزمان با تولید فیلم نگاشته و در سال ۱۹۶۸ منتشر شد.
- ۲۰۱۰: ادیسه دو – منتشرشده در سال ۱۹۸۲، فیلم ۲۰۱۰ به نویسندگی پیتر هایمز، با اقتباس از آن ساخته شد.
- ۲۰۶۱: ادیسه سه – منتشرشده در ۱۹۸۷
- ۳۰۰۱: ادیسه نهایی – منتشرشده در ۱۹۹۷

کتاب‌های کمیک:
- ۲۰۰۱: ادیسه فضایی
- ۲۰۱۰

## فیلم‌ها
- ۲۰۰۱: ادیسه فضایی (۱۹۶۸)
- ۲۰۱۰ (۱۹۸۴)